# FiveThirtyEight
FiveThirtyEight fut un site web américain fondé par Nate Silver en 2008. Média en ligne spécialisé dans le journalisme de données depuis mars 2014, il fut à l'origine un média fournissant une synthèse statistique des sondages d'opinions relatifs aux élections présidentielles américaines. À la suite d'une vague de licenciements, l'équipe de gestion du site est renvoyée et le projet arrêté. 
Le site, créé à l'occasion de l'élection présidentielle américaine de 2008, est à l'origine indépendant et connu sous le nom de FiveThirtyEight.com. En 2010, il devient affilié au site du quotidien américain The New York Times, qui l'héberge en tant que blog sous le nom FiveThirtyEight: Nate Silver's Political Calculus. Il quitte le New York Times pour la chaîne de télévision sportive ESPN en 2013.
Le nom du site, 538 en anglais, fait référence au nombre de grands électeurs du collège électoral des États-Unis.